# Gotthilf Ludwig Möckel

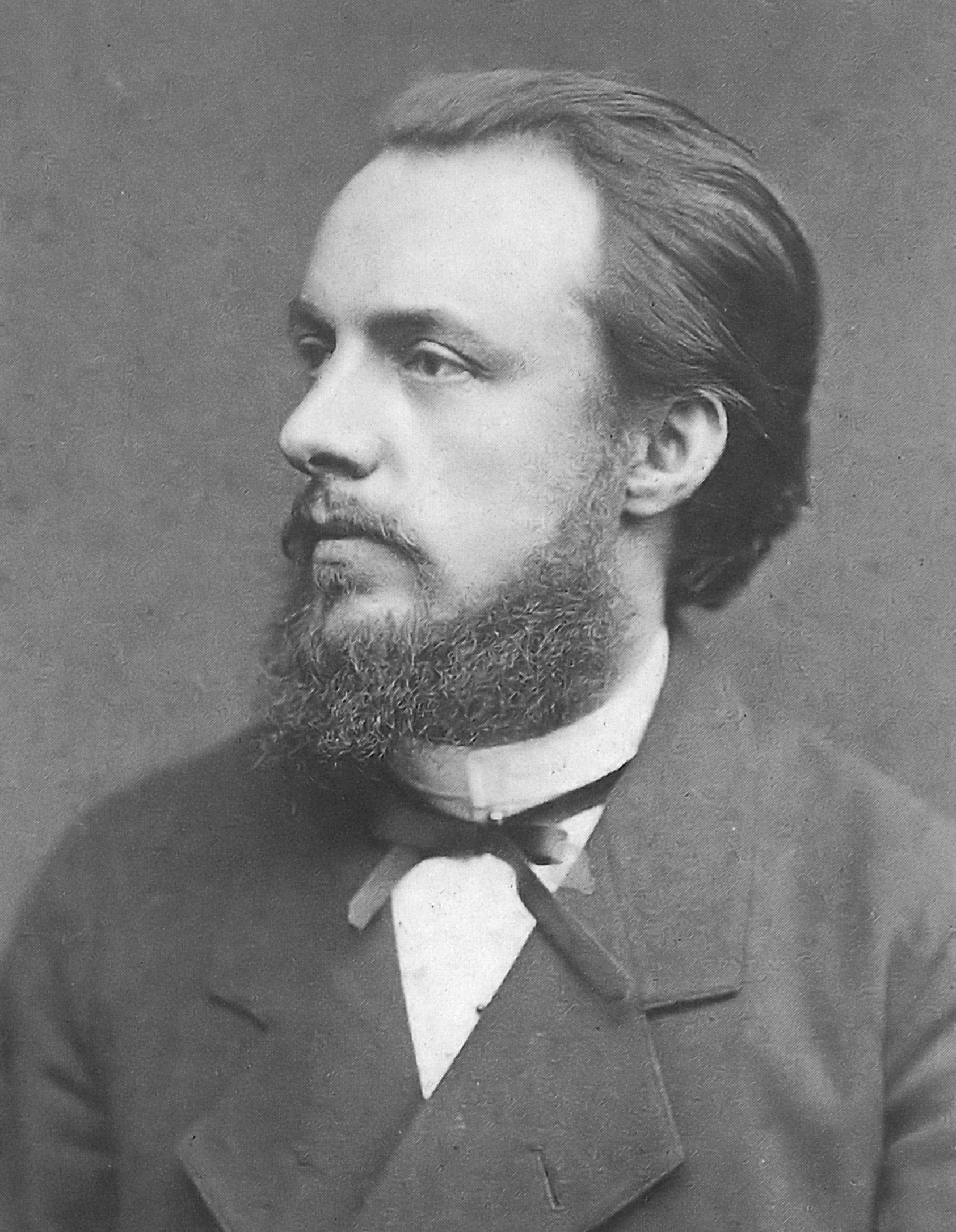
Gotthilf Ludwig Möckel, um 1875

Gotthilf Ludwig Möckel, auch Ludwig Möckel (* 22. Juli 1838 in Zwickau; † 26. Oktober 1915 in Doberan) war ein deutscher Architekt. Er entwarf in Sachsen und Mecklenburg eine Vielzahl von Kirchenbauten im Stil der Neugotik. Seine bedeutendste Arbeit in Mecklenburg war die Restaurierung des Doberaner Münsters.

## Familie und Ausbildung

### Familie
Gotthilf Ludwig Möckel war das erste Kind des Zwickauer Kupferschmiedemeisters Gotthilf Heinrich Möckel (1786–1847) und dessen zweiter Ehefrau Caroline Rosine Möckel geb. Blumer (1797–1874). Er heiratete am 25. Juni 1866 in Zwickau Emilie Amalie Christiane (genannt Emmy) Schlegel (1844–1926), eine Tochter des Göttinger Ziegeleibesitzers und Senators Carl Schlegel (1819–1890). Aus der Ehe gingen fünf Söhne und zwei Töchter hervor: Erwin (1867–1929), Johannes (1868–1936), Elsa (1870–1926), Erich (1871–1926), Hermann (1874–1948), Käthe (1878–1954) und Ludwig (1881–1934).

### Ausbildung
Nach dem Besuch der Bürgerschule in Zwickau von 1844 bis 1852 studierte er von 1852 bis 1853 an der Königlichen Gewerbeschule in Chemnitz, anschließend absolvierte er bis 1856 eine Maurerlehre in Zwickau. Gleichzeitig studierte er an der Königlichen Baugewerkschule Chemnitz. Er arbeitete von 1856 bis 1858 als Maurergeselle und später als Bauführer. Nachdem er von 1858 bis 1859 als Zeichner im Oberingenieurbüro der Obererzgebirgischen Staatsbahn in Chemnitz und im Architekturbüro von Edwin Oppler in Hannover tätig gewesen war, besuchte er 1861/1862 als Gasthörer das Polytechnikum Hannover, an dem die Baukunst der Gotik, besonders des norddeutschen mittelalterlichen Ziegelbaus, wissenschaftlich erforscht und gelehrt wurde. Dies prägte Möckel, so dass er später hauptsächlich Bauten im Stil der neogotischen Backsteinarchitektur entwarf. Erste selbständige Arbeiten leistete er beim Bau der „Königlichen Landesirrenanstalt zu Göttingen“ als Bautechniker und Assistent von Architekt Julius Rasch. Ende 1865 beantragte Möckel bei der Dresdener Prüfungskommission für Bauhandwerker die Zulassung zur Prüfung. Da ihn seine Bautätigkeit sehr in Anspruch nahm, legte er erst 1867 in Dresden die Prüfung zum Bauhandwerker ab.

## Wirken

### Zwickau und Dresden

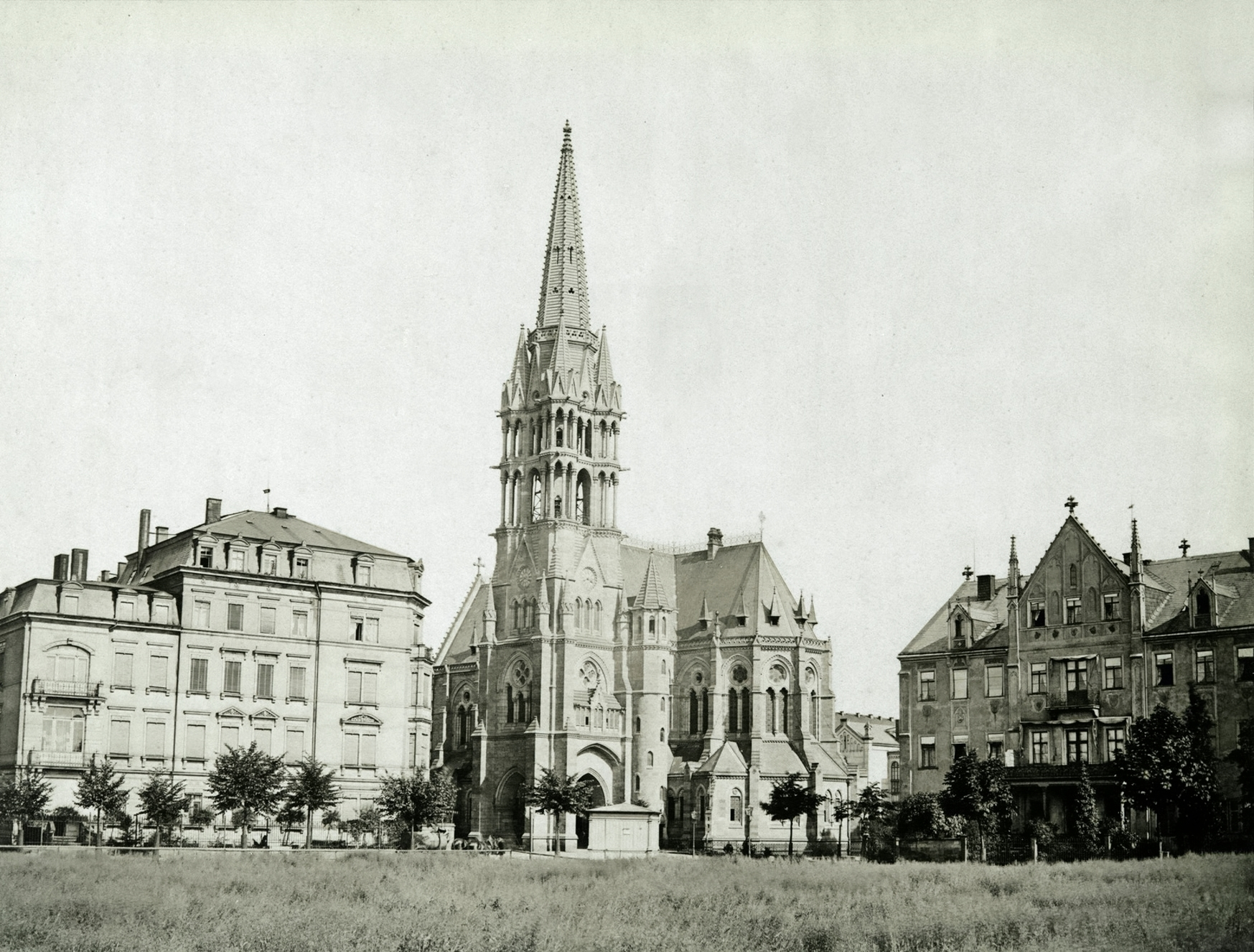
Johanneskirche in Dresden-Johannstadt (Foto 1889 von Hermann Krone)

1866 zog es Möckel zurück in seine Heimatstadt Zwickau. Dort arbeitete er bis 1875 als freier Architekt. Während dieser Zeit entwarf er vor allem neogotische Wohnhäuser und Villen in Ziegelsichtmauerwerk. Mit diesen Bauten setzte Möckel im Stadtbild von Zwickau neue Akzente. Den Höhepunkt seiner dortigen Tätigkeit bildete der Bau der Lukaskirche in Planitz. 1875 zog Möckel berufsbedingt nach Dresden. Dort wirkte er bis 1885 als freier Architekt und entwarf hauptsächlich Kirchen- und Schlossbauten. Unter anderem entwarf er die Dresdner Johanneskirche, die als sein Hauptwerk gilt, und restaurierte die Löbauer St.-Nikolai-Kirche. In Anerkennung seiner Leistungen wurde er am 3. März 1881 von der Akademie der Bildenden Künste Dresden zum Ehrenmitglied ernannt.
Möckel schloss sich in dieser Zeit zwei berufsständischen Vereinen an. Nachdem Architekt Julius Rasch ihn für eine Mitgliedschaft empfahl, wurde er 1865 in den Architekten- und Ingenieur-Verein Hannover aufgenommen. 1873 folgte die Aufnahme in den Leipziger Zweigverein des Sächsischen Ingenieur- und Architektenvereins.

### (Bad) Doberan

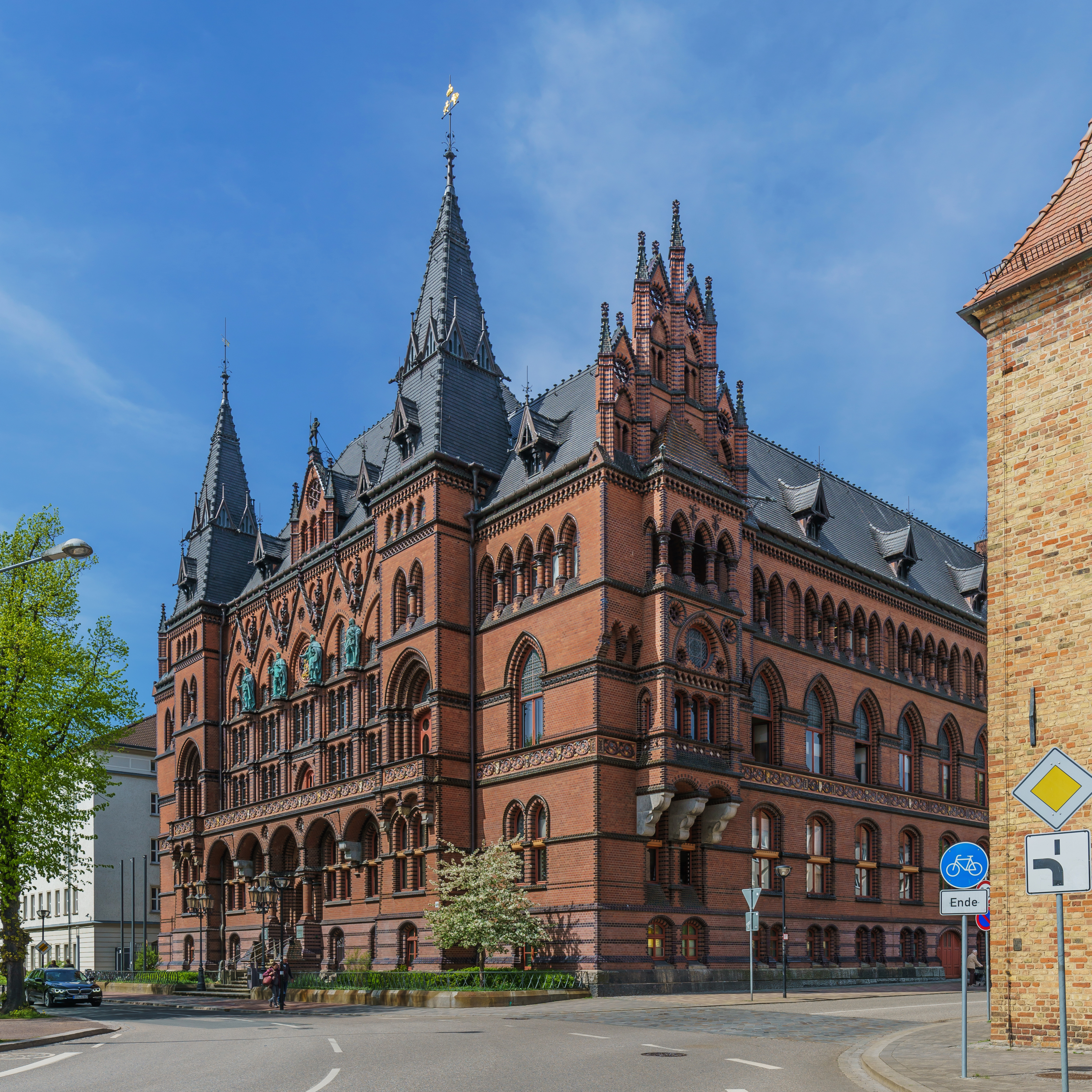
Ständehaus Rostock (Foto 2018)

Im Sommer 1877 war Möckel in Doberan, um sich an den Maßnahmen zur Bestandserhaltung des achteckigen Beinhauses an der Nordostseite des Münsters zu beteiligen. Dabei kam es zu einer Begegnung mit dem späteren Großherzog Friedrich Franz III. Dieser kannte aus seiner Dresdener Gymnasialzeit die Elbmetropole und interessierte sich für das Schaffen des dort tätigen Möckel. Sie wechselten Briefe, in denen Friedrich Franz die relativ vertraute Anrede „Mein lieber Möckel“ benutzte. Dabei entstand die Idee zur Wiederherstellung von weiteren Teilen des Doberaner Klosters, zum späteren Bau eines Jagdschlosses und zum Bau der katholischen Kapelle in Heiligendamm. 1883 erfolgte der Auftrag zur Restaurierung des Doberaner Münsters durch die Großherzogliche Kammer für Kirchenangelegenheiten von Mecklenburg-Schwerin an den stilfesten Baumeister. Bis 1896 dauerten die umfangreichen Restaurierungsarbeiten, die seine dauernde Anwesenheit erforderten, sodass er ab 1885 seinen ständigen Wohnsitz in Doberan nahm. Dazu ließ er in bester Lage 1887 bis 1888 eine repräsentative Villa im neogotischen Stil errichten, das Möckelhaus.
Am 11. November 1886 wurde Möckel bautechnischer Beirat für Kirchenbausachen in der Großherzoglichen Kammer und damit Leiter des mecklenburg-schwerinschen Kirchenbauwesens. Für seine Verdienste im Staatsdienst wurde ihm am 19. März 1897 der Charakter eines Geheimen Baurats und am 3. Oktober 1900 der eines Geheimen Hofbaurats verliehen. Er blieb bis zu seiner Pensionierung am 30. September 1915 für das Kirchenbauwesen zuständig.
Möckel war aber neben seinen Aufgaben als mecklenburgischer Baubeamter weiterhin auch freiberuflich tätig, außer staatlichen Gebäuden (z. B. dem Rostocker Ständehaus und dem Jagdschloss Gelbensande) wurden nach seinen Entwürfen auch private Bauten wie Wohn- und Geschäftshäuser oder Villen ausgeführt. Er unterstützte zudem den Schweriner Museumsdirektor Hofrat Friedrich Schlie, der wie Möckel ein Mitglied der Großherzoglichen Commission für die Erhaltung der Denkmäler war, bei der Herausgabe des umfangreichen Denkmalinventars Die Kunst- und Geschichtsdenkmäler des Großherzogtums Mecklenburg-Schwerin.
Im Alter von 77 Jahren beantragte der schwer erkrankte Möckel seine Versetzung in den Ruhestand, wenige Wochen später verstarb er.
Nachdem seine Bauwerke bis in die zweite Hälfte des 20. Jahrhunderts scharf kritisiert wurden, werden heute insbesondere seine Wiederherstellungen zahlreicher mittelalterlicher Baudenkmäler als eine frühe Form der Denkmalpflege gewürdigt.

## Bauten und Entwürfe

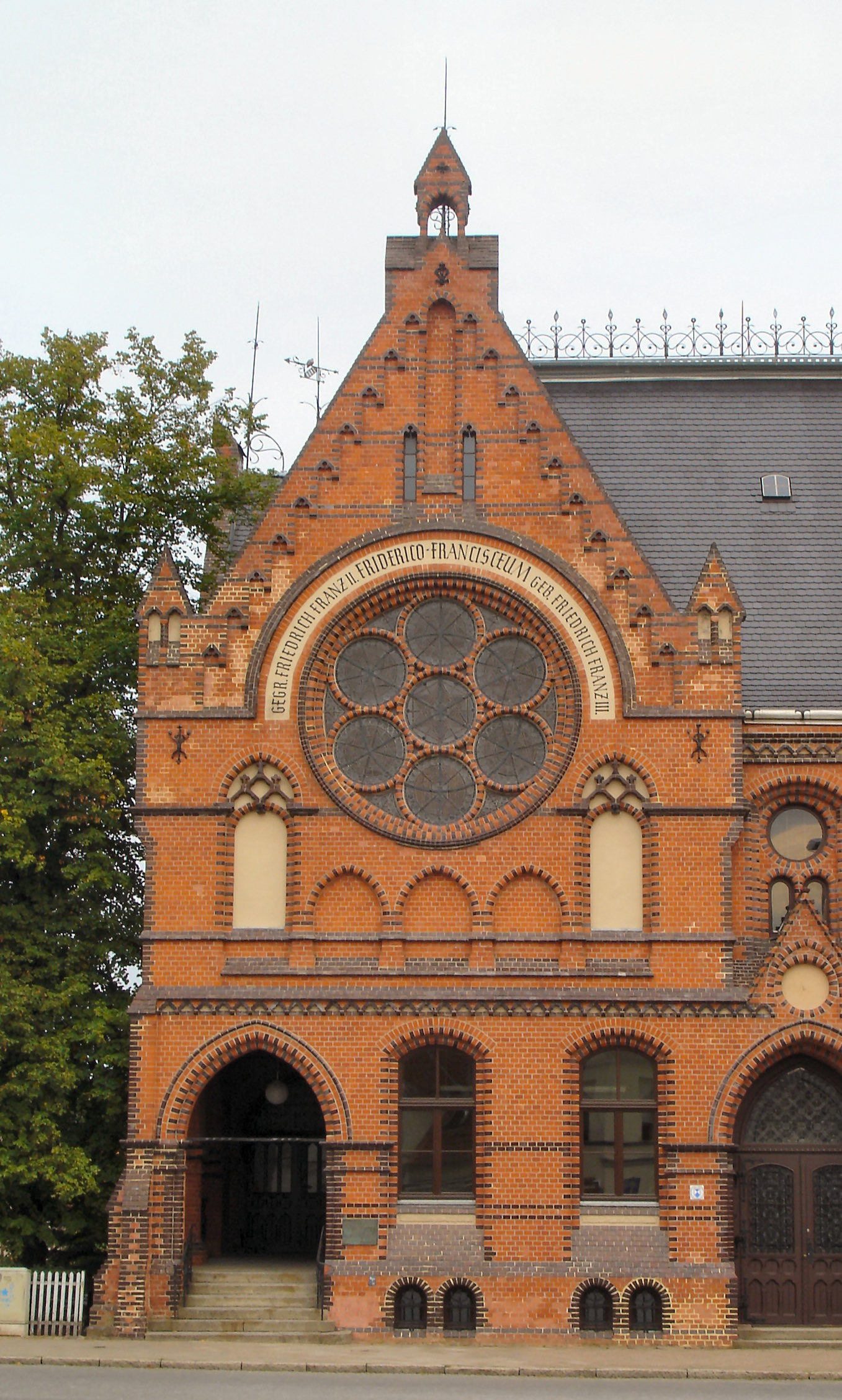
Fassadenauschnitt des Gymnasiums in Bad Doberan (2006)

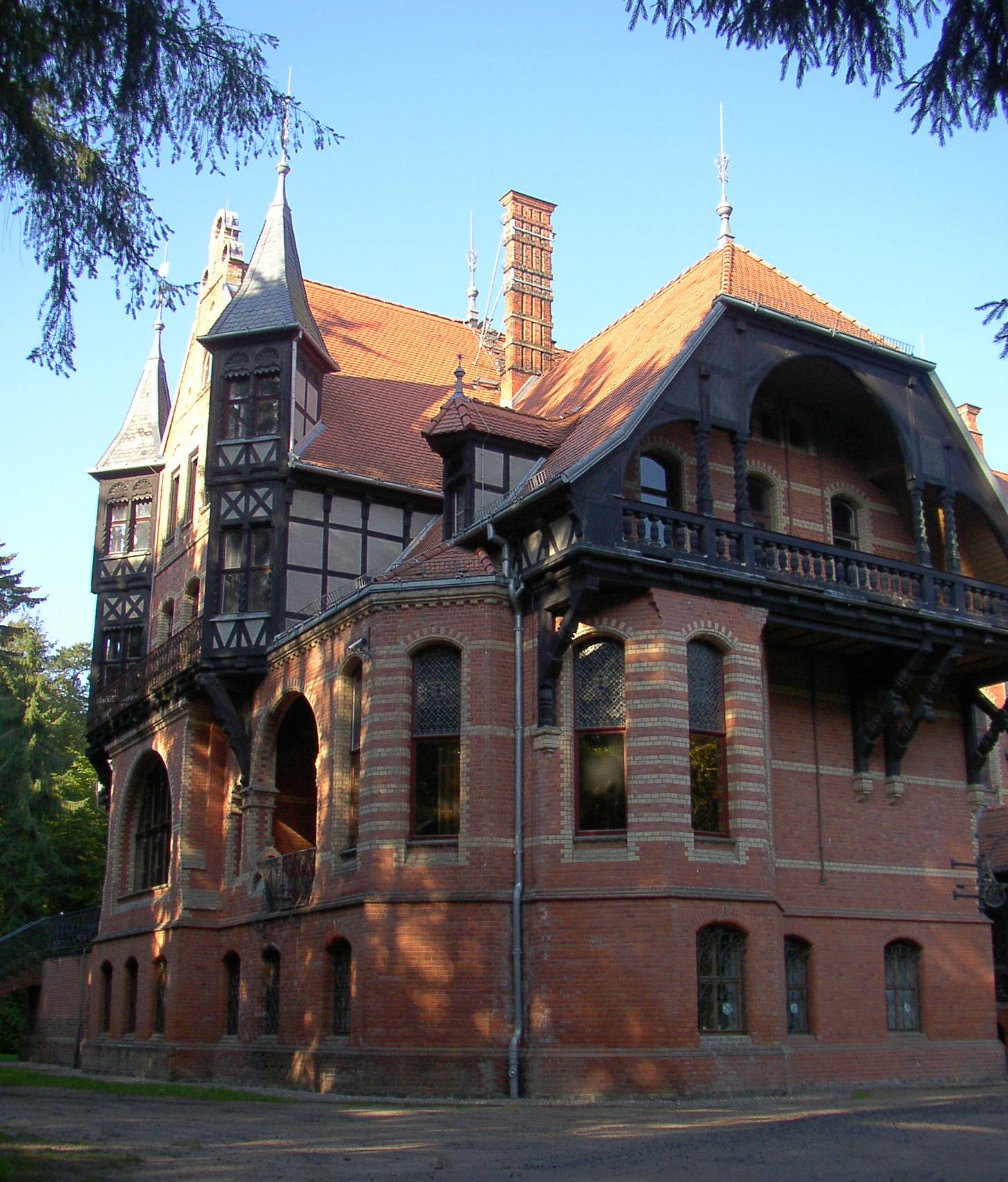
Jagdschloss Gelbensande (2006)

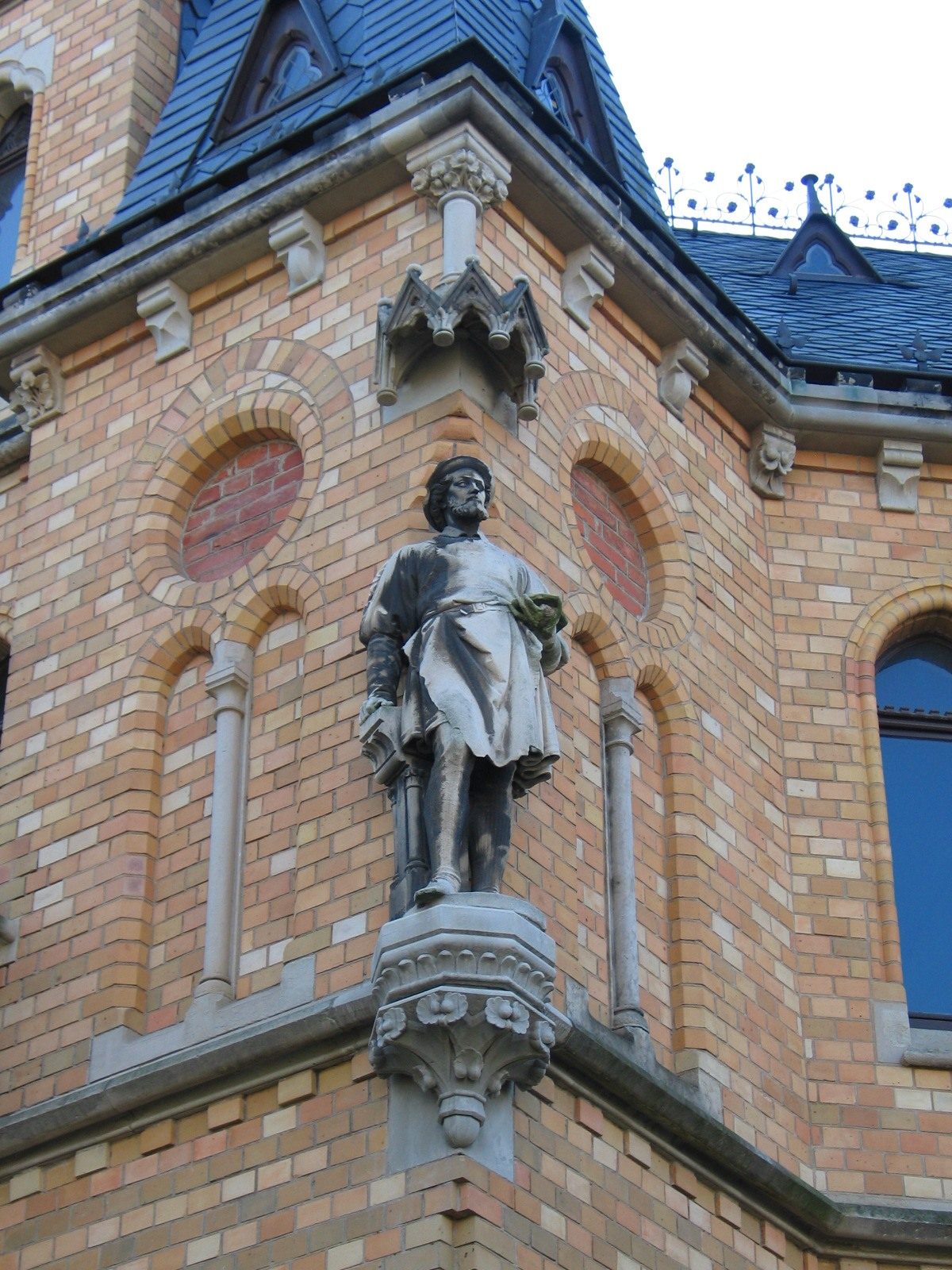
Statue Möckels an der Villa Möckel in Dresden

Ein Werkverzeichnis für Gotthilf Ludwig Möckel zählt 131 Bau- und Planungsprojekte auf, darunter 86 Kirchen (Neubauten oder Restaurierungen):
- 1869: 0000 Johannisbad in Zwickau
- 1871: 0000 Villa Dautzenberg in Zwickau
- 1872–1874: innere Restaurierung der Dorfkirche in Lohmen bei Dobbertin in Mecklenburg[11]
- 1873: 0000 Entwurf für das Altarwerk der Dorfkirche Sietow[12]
- 1872–1875: Umbau der Katharinenkirche in Buchholz
- 1873–1876: Lukaskirche in Zwickau-Planitz
- 1874–1878: Johanneskirche in Dresden-Johannstadt (zerstört)
- 1876–1880: Erlöserkirche in Dresden-Striesen (zerstört)
- 1877–1878: Villa Möckel in Dresden-Südvorstadt
- 1877: 0000 Entwurf für die katholische Kapelle in Heiligendamm
- 1877–1878: Westanbau der Katharinenkirche in Kesselsdorf
- 1878: 0000 Kirche in Luppa bei Radibor
- 1878–1880: Friedhof mit Friedhofskapelle in Dresden-Striesen
- 1881: 0000 Kirche in Prietitz bei Elstra
- 1881: 0000 Umbau der Kirche in Briesnitz bei Dresden
- 1881–1882: Dorfkirche Großdobritz
- 1881–1884: evangelische Christuskirche in Bodenbach (Böhmen) (heute Decin)
- 1882–1884: Markuskirche in Leipzig-Reudnitz (1978 gesprengt)
- 1883–1884: Umbau der St.-Jacobi-Kirche in Neustadt in Sachsen
- 1882–1884: Erweiterung und Ausstattung von Schloss Schönfeld
- 1886–1887: Jagdschloss Gelbensande
- 1886–1888: Sanierung der Kapelle Althof
- 1887–1888: eigenes Wohnhaus (gen. Möckelhaus) in Bad Doberan
- 1887–1888: Bauausführung der katholischen Kapelle in Heiligendamm (nach seinem Entwurf von 1877, s. o.)
- 1888: 0000 Herrenhaus Melkof bei Vellahn
- 1888–1891: Kirche in Polchow
- 1887–1889: Friderico-Francisceum
- 1889–1893: Ständehaus in Rostock
- 1890–1891: Dorfkirche in Groß Methling
- 1890–1892: Dorfkirche in Muchow
- 1891            Kapelle in Jürgenshagen
- 1891–1892: Zollamt in Warnemünde
- 1892: 0000 Versöhnungskirche in Berlin (1985 gesprengt)
- 1892: 0000 Erweiterungsbauten der Ausflugsgaststätte Mahn & Ohlerich’s Keller in Rostock
- 1892–1894: Samariterkirche in Berlin-Friedrichshain
- 1892–1895: neugotische Innenausstattung der Dorfkirche Volkenshagen bei Rostock
- 1893: 0000 neogotisches Herrenhaus in Spoitgendorf bei Güstrow
- 1895–1896: Neugestaltung des Innenraums der Stadtkirche in Sternberg
- 1895–1897: Kirche in Gnevsdorf
- 1896: 0000 Erlöserkirche in Potsdam
- 1896–1898: Neugestaltung des Innenraumes der Stadtkirche in Tessin bei Rostock
- 1896–1899: Lutherkirche in Danzig-Langfuhr (erhalten, heute Kirche der römisch-katholischen Parafia Matki Odkupiciela w Gdansku)
- 1896–1899: Trinitatiskirche in Hainichen
- 1897: 0000 Neugestaltung der Schlosskapelle von Schloss Plön
- 1897: 0000 Schloss in Groß-Lüsewitz bei Rostock
- 1897–1898: Umgestaltung des Inneren der St.-Georgen-Kirche in Parchim
- 1899–1901: Landesblindenheim in Königs Wusterhausen
- 1901–1904 Dorfkirche Russow
- 1904: 0000 Evangelische Kirche Heiligendamm
- 1904: 0000 Gutshaus Polchow in Alt Polchow
- 1904–1906: Stadtkirche in Grabow
- 1906: 0000 evangelische Johanniskirche in Smyrna, Osmanisches Reich (heute Izmir, Türkei; beim großen Stadtbrand 1922 zerstört)
- 1906–1908: Lukaskirche im Seeheilbad Graal-Müritz
- 1909: 0000 Christuskirche in Rostock (1971 gesprengt)
- 1909: 0000 Samariterbrunnen in Hainichen

## Auszeichnungen
- 1878: Ritterkreuz 1. Klasse des königlich sächsischen Albrechts-Ordens[13]
- 1887: Ritterkreuz des mecklenburgischen Greifenordens[14]
- 1893: mecklenburgische Große Goldene Medaille für Kunst und Wissenschaft[15]
- 1894: preußischer Roter Adlerorden 4. Klasse[16]
- 1897: Gedächtnismedaille Großherzog Friedrich Franz III.
- 1900: Silberne Medaille der Bauausstellung Dresden 1900[17]
- 1900: mecklenburgisches Ritterkreuz des Hausordens der Wendischen Krone[18]
- 1901: preußischer Roter Adlerorden 3. Klasse[16]
- 1915: mecklenburgisches Komturkreuz des Hausordens der Wendischen Krone[7]

## Wohnhaus in Bad Doberan
Nach dem Tod seiner Frau 1926 ging das Möckelhaus in Doberan (seit 1921 Bad Doberan) in städtischen Besitz über und wurde als Museum genutzt. 1945 war es Sitz einer Landwirtschaftsschule, 1958 Hilfsschule und seit 1983 wieder Museum, heute als Stadt- und Bädermuseum.

## Ungedruckte Quellen
Landeshauptarchiv Schwerin (LHAS)
- LHAS 3.2-3/1 Landeskloster / Klosteramt Dobbertin, 7.25 Kirche und Pfarre Lohmen
- LHAS 5.12-5/1 Ministerium der Finanzen, II. Hochbau, A. Allgemeine Verwaltung, B. Bauwesen
- LHAS 10.9 L/06 Personennachlass Lisch